# Institut français d'histoire sociale
Créé en 1948 (Journal officiel du 14 janvier 1949) par Georges Bourgin et Edouard Dolléans, l'Institut français d'histoire sociale (IFHS) a pour vocation de rassembler de la documentation et des archives privées sur le mouvement social et ses acteurs. L'IFHS est une association reconnue d'utilité publique depuis un décret de 1957. Il est situé dans un local au sein des Archives nationales, rue des Francs-Bourgeois à Paris.

## Les collections
L'IFHS possède 622 fonds, constitués de livres, brochures, périodiques, affiches, dessins et photographies. Le fonds a été constitué par dons ou legs. 
Ces documents concernent la période du début du XIXe siècle à la fin du XXe siècle. Ils traitent du fouriérisme, de la Commune de Paris, de la Révolution russe, de la révolution espagnole, mais aussi de la gauche française et du syndicalisme. Les tendances anarchistes sont représentées par les fonds Lamberet, Delesalle, Dolléans, Dommanget, Grave, Kropotkine.
Le manque de place dans les locaux des Archives nationales a obligé l'IFHS à transférer ses collections de périodiques au Centre des Archives contemporaines de Fontainebleau et à en ralentir l'acquisition.

## Autres activités
L'IFHS organise régulièrement des conférences et des débats autour des nouvelles thèses d'histoire sociale soutenues par des universitaires ou des essayistes. Il édite une revue Le Mouvement social. Il est membre du Collectif des centres de documentation en histoire ouvrière et sociale, le CODHOS. 